# Bệnh tâm thần
Bệnh tâm thần, hay còn được gọi là rối loạn tâm thần (tiếng Anh: mental disorder)  hoặc rối loạn tinh thần là một dạng bệnh lý liên quan đến tâm trí và tinh thần của con người.  Nguyên nhân chủ yếu xuất phát từ sự rối loạn hoạt động của não bộ dẫn đến những biến đổi bất thường về lời nói, tác phong, hành vi, cảm xúc và ý tưởng của người bệnh. Bệnh tâm thần thường gây ra tình trạng đau khổ hoặc suy giảm chức năng cá nhân đáng kể. Những đặc điểm như vậy có thể tồn tại một cách dai dẳng, tái phát và thuyên giảm hoặc xảy ra dưới dạng các đợt đơn lẻ. Nhiều rối loạn đã được mô tả với các dấu hiệu và triệu chứng rất khác nhau giữa các rối loạn cụ thể. Những rối loạn như vậy có thể được chẩn đoán bởi chuyên gia sức khỏe tâm thần, thường là nhà tâm lý học lâm sàng hoặc bác sĩ tâm thần.
Nguyên nhân của rối loạn tâm thần thường không rõ ràng. Các lý thuyết có thể kết hợp những phát hiện từ một loạt các lĩnh vực. Rối loạn tâm thần thường được xác định bằng việc kết hợp các cách cư xử, cảm nhận, nhận thức hoặc suy nghĩ của một người. Điều này có thể liên quan đến các vùng hoặc chức năng cụ thể của não, thường là trong bối cảnh xã hội. Rối loạn tâm thần là một khía cạnh của sức khỏe tâm thần. Tín ngưỡng văn hóa và tôn giáo, cũng như các chuẩn mực xã hội, cần được tính đến khi chẩn đoán.
Các dịch vụ được thực hiện tại các bệnh viện tâm thần hoặc trong cộng đồng và việc đánh giá được thực hiện bởi các chuyên gia sức khỏe tâm thần như bác sĩ tâm thần, bác sĩ tâm lý, y tá tâm thần và nhân viên xã hội lâm sàng, sử dụng nhiều phương pháp khác nhau như kiểm tra tâm lý nhưng thường dựa vào quan sát và đặt câu hỏi. Các phương pháp điều trị được cung cấp bởi các chuyên gia sức khỏe tâm thần khác nhau. Liệu pháp tâm lý và các loại trị thuốc tâm thần là hai lựa chọn điều trị chính. Các phương pháp điều trị khác bao gồm thay đổi lối sống, can thiệp xã hội, hỗ trợ từ bạn bè và tự lực. Trong một số ít trường hợp, bệnh nhân có thể bị giam giữ hoặc điều trị không tự nguyện. Các chương trình phòng ngừa đã được chứng minh là làm giảm chứng trầm cảm.
Năm 2019, các rối loạn tâm thần phổ biến trên toàn cầu bao gồm trầm cảm, ảnh hưởng đến khoảng 264 triệu người, rối loạn lưỡng cực, ảnh hưởng đến khoảng 45 triệu người, sa sút trí tuệ, ảnh hưởng đến khoảng 50 triệu người và tâm thần phân liệt và các chứng loạn thần khác, ảnh hưởng đến khoảng 20 triệu người. Rối loạn phát triển thần kinh bao gồm khuyết tật trí tuệ và rối loạn phổ tự kỷ thường phát sinh ở trẻ sơ sinh hoặc trong thời thơ ấu.

## Dịch tễ học
| <2200 2200-2400 2400-2600 2600-2800 2800-3000 3000-3200 | 3200-3400 3400-3600 3600-3800 3800-4000 4000-4200 <4200 |

Số năm sống được điều chỉnh theo mức độ bệnh tật được chuẩn hóa theo tuổi từ các tình trạng thần kinh-tâm thần học theo quốc gia (trên 100.000 dân).
<2200
2200-2400
2400-2600
2600-2800
2800-3000
3000-3200
3200-3400
3400-3600
3600-3800
3800-4000
4000-4200
<4200

Rối loạn tâm thần là phổ biến. Trên thế giới cứ 3 người là có một người mắc bệnh (ở hầu hết các nước có tiêu chí đầy đủ) tại một thời điểm nào đó trong đời họ. Ở Hoa Kỳ 46% thõa tiêu chí của một bệnh tâm thần tại cùng một thời điểm. Một cuộc khảo sát đang diễn ra cho thấy rối loạn lo âu là phổ biến nhất trong tất cả các quốc gia trừ một quốc gia, theo sau là rối loạn tâm trạng trừ 2 quốc gia, trong khi rối loạn chất và rối loạn kiểm soát ít phổ biến. Các tỉ lệ thay đổi theo khu vực.

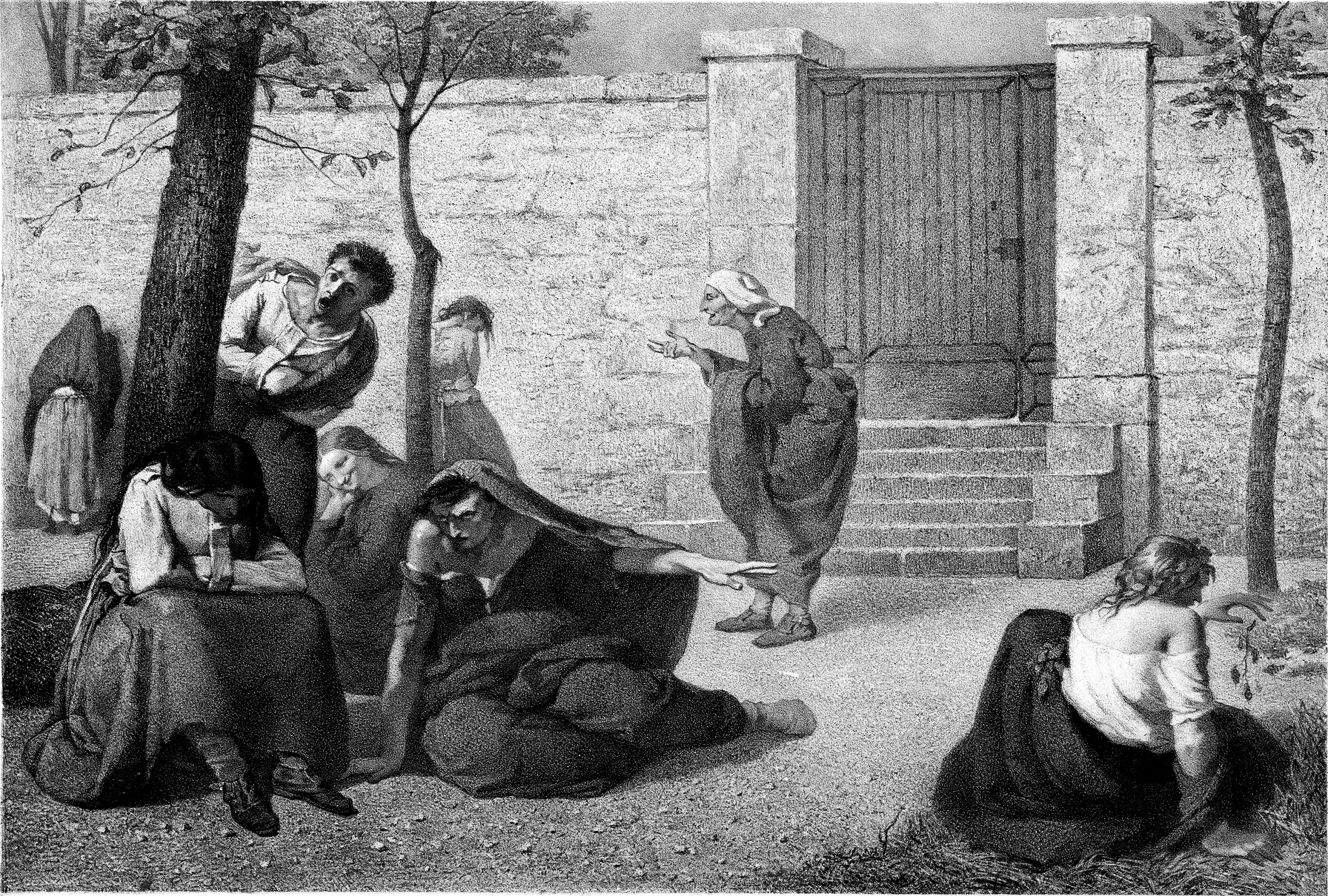
Bản in thạch bản năm 1857 của họa sĩ người Pháp Armand Gautier, thể hiện các hiện tượng nhân cách hóa của chứng sa sút trí tuệ, hoang tưởng tự đại, hưng cảm, u uất, ngu si, ảo giác, hội chứng hoang tưởng người khác cũng yêu mình và bại liệt lấy bối cảnh trong khu vườn của Trại tế bần Salpêtrière, Paris, nước Pháp.

Một đánh giá về các khảo sát rối loạn lo âu ở nhiều đất nước khác nhau cho thấy khả năng xuất hiện trung bình trong đời họ ước tính 16,6%, ở nữ có khả năng cao hơn trung bình. Đánh giá về các khảo sát rối tâm trạng ở những quốc gia khác nhau cho thấy tỉ lệ tuổi thọ là 6,7% đối với rối loạn trầm cảm chính (cao hơn một số nghiên cứu, và ở nữ) và 0,8% rối với rối loạn lưỡng cực I.
Ở Hoa Kỳ, tần suất của rối loạn: rối loạn lo âu (28,8%), rối loạn tâm trạng (20,8%), rối loạn kiểm soát xung (24,8%) hay rối loạn sử dụng chất (14,6%).
Một nghiên cứu trên toàn châu Âu năm 2004 cho thấy rằng có khoảng một trong 4 người tại một thời điểm nào đó trong đời họ được cho là thõa các tiêu chí của ít nhất một trong các rối loạn DSM-IV, trong đó bao gồm rối loạn tâm trạng (13,9%), rối loạn lo âu (13,6%) hoặc rối loạn do cồn (5,2%). Có khoảng một trong 10 người thõa các tiêu chí trong một chu kỳ khảo sát 12 tháng. Nữ và người trẻ hơn của cả hai giới mắc nhiều chứng rối loạn hơn. Một đánh giá về khảo sát năm 2005 ở 16 nước châu Âu cho thấy 27% người châu Âu trưởng thành bị ảnh hưởng bởi ít nhất một chứng rối loạn tinh thần trong thời gian 12 tháng.
Một đánh giá quốc nghiên cứu về sự phổ biến của tâm thần phân liệt cho thấy trung bình chiếm 0,4% xảy ra trong cuộc đời; con số này thấp hơn ở những nước nghèo hơn.
Các nghiên cứu về tần suất của rối loạn nhân cách (PDs) thì ít hơn và ở quy mô nhỏ hơn, nhưng trong một cuộc khảo sát rộng rãi tại Na Uy thì thấy rằng tần suất trong 5 năm là 13,4%. Tỉ lệ các rối loạn đặc biệt dao động từ 0,8% đến 2,8%, khác nhau theo quốc gia, giới tính, mức độ giáo dục, và các yếu tố khác. Một cuộc khảo sát ở Hoa Kỳ sàng lọc một cách tình cờ đối với rối loạn nhân cách thì thấy tỉ lệ là 14,79%.
Khoảng 7% trong một mẫu trẻ em ở tuổi trước khi đến trường được chẩn đoán tâm thần trong một nghiên cứu lâm sàng, khoảng 10% trong số trẻ 1 tuổi và 2 tuổi được đánh giá và nhận thấy có các vấn đề về tình cảm/hành vi đáng quan tâm dựa trên những báo cáo của phụ huynh và bác sĩ nhi khoa.
Trong khi tỉ lệ các rối loạn tâm lý thường bằng nhau giữa nam và nữ, thì nữ có khuynh hướng có tỉ lệ cao hơn ở nhóm trầm cảm. Mỗi năm có khoảng 73 triệu phụ nữ bị ảnh hưởng của trầm cảm nặng, và tự tử xếp hạng thứ 7 trong các nguyên nhân gây tử vong trong độ tuổi 20-59. Rối loạn trầm cảm chiếm gần 41,9% bệnh về rối loạn tâm thần ở phụ nữ so với nam là 29,3%.
Theo Viện Sức khỏe Tâm thần, có khoảng 30% dân số Việt Nam mắc các bệnh rối loạn tâm thần, trong đó tỉ lệ trầm cảm chiếm 25%.